# بريتش ران (ميشيغان)
بريتش ران (بالإنجليزية: Birch Run, Michigan)‏ هي منطقة سكنية تقع في الولايات المتحدة في مقاطعة ساغينو (ميشيغان). يقدر عدد سكانها بـ 1,555 نسمة ومساحتها 4.95 كم2 وترتفع عن سطح البحر 193 متر.

## التركيبة السكانية
قام مكتب تعداد الولايات المتحدة بتحديد بيانات التركيبة السكانية لبريتش ران في تعداد الولايات المتحدة. في ما يلي، التركيبة السكانية حسب تعدادي 2000 و2010.

### تعداد عام 2000
بلغ عدد سكان بريتش ران 1,653 نسمة بحسب تعداد عام 2000، وبلغ عدد الأسر 699 أسرة وعدد العائلات 459 عائلة مقيمة في القرية.
وتوزع التركيب العرقي للقرية بنسبة 95.64% من البيض و 0.36% من الأمريكيين الأصليين و 0.54% من الأمريكيين ذوي الأصول الآسيوية و 0.42% من الأمريكيين الأفارقة و 2.12% من عرقين مختلطين أو أكثر.
بلغ عدد الأسر 699 أسرة كانت نسبة 35.1% منها لديها أطفال تحت سن الثامنة عشر تعيش معهم، وبلغت نسبة الأزواج القاطنين مع بعضهم البعض 46.2% من أصل المجموع الكلي للأسر، ونسبة 15.6% من الأسر كان لديها معيلات من الإناث دون وجود شريك، وكانت نسبة 34.3% من غير العائلات. تألفت نسبة 29.9% من أصل جميع الأسر من أفراد ونسبة 9.3% كانوا يعيش معهم شخص وحيد يبلغ من العمر 65 عاماً فما فوق. وبلغ متوسط حجم الأسرة المعيشية 2.91، أما متوسط حجم العائلات فبلغ 2.35.
بلغ العمر الوسطي للسكان 32 عاماً. وكانت نسبة 26.8% من القاطنين تحت سن الثامنة عشر، وكانت نسبة 9.3% بين الثامنة عشر والأربعة وعشرون عاماً، ونسبة 34.5% كانت واقعةً في الفئة العمرية ما بين الخامسة والعشرون حتى والأربعة وأربعون عاماً، ونسبة 17.8% كانت ما بين الخامسة والأربعون حتى الرابعة والستون، ونسبة 11.6% كانت ضمن فئة الخامسة والستون عاماً فما فوق. يوجد لكل 100 أنثى 89.1 ذكر، ويوجد لكل 100 أنثى في الثامنة عشر من عمرها فما فوق 81.4 ذكر.
بلغ متوسط دخل الأسرة في القرية 41,685 دولار، أما متوسط دخل العائلة فبلغ 48,553 دولار. وكان متوسط دخل الذكور 35,547 دولار مقابل 28,512 دولار للإناث. وسجل دخل الفرد الخاص بالقرية 20,631 دولار. وكانت نسبة 3.8% من العائلات ونسبة 4.8% من السكان تحت خط الفقر،

### تعداد عام 2010
بلغ عدد سكان بريتش ران 1,555 نسمة بحسب تعداد عام 2010، وبلغ عدد الأسر 655 أسرة وعدد العائلات 398 عائلة مقيمة في القرية. في حين سجلت الكثافة السكانية 822.8 نسمة لكل ميل مربع (317.7/كم2). وبلغ عدد الوحدات السكنية 714 وحدة بمتوسط كثافة قدره 377.8 لكل ميل مربع (145.9/كم2).
وتوزع التركيب العرقي للقرية بنسبة 93.9% من البيض و 0.9% من الأمريكيين الأصليين و 0.2% من الأمريكيين ذوي الأصول الآسيوية و 1.1% من الأمريكيين الأفارقة و 2.8% من عرقين مختلطين أو أكثر.
بلغ عدد الأسر 655 أسرة كانت نسبة 32.7% منها لديها أطفال تحت سن الثامنة عشر تعيش معهم، وبلغت نسبة الأزواج القاطنين مع بعضهم البعض 38.9% من أصل المجموع الكلي للأسر، ونسبة 16.3% من الأسر كان لديها معيلات من الإناث دون وجود شريك، بينما كانت نسبة 5.5% من الأسر لديها معيلون من الذكور دون وجود شريكة وكانت نسبة 39.2% من غير العائلات. تألفت نسبة 31.3% من أصل جميع الأسر من أفراد ونسبة 11.4% كانوا يعيش معهم شخص وحيد يبلغ من العمر 65 عاماً فما فوق. وبلغ متوسط حجم الأسرة المعيشية 2.99، أما متوسط حجم العائلات فبلغ 2.37.
بلغ العمر الوسطي للسكان 34.6 عاماً. وكانت نسبة 25.1% من القاطنين تحت سن الثامنة عشر، وكانت نسبة 12.4% بين الثامنة عشر والأربعة وعشرون عاماً، ونسبة 26.9% كانت واقعةً في الفئة العمرية ما بين الخامسة والعشرون حتى والأربعة وأربعون عاماً، ونسبة 23.5% كانت ما بين الخامسة والأربعون حتى الرابعة والستون، ونسبة 12.2% كانت ضمن فئة الخامسة والستون عاماً فما فوق. وتوزع التركيب الجنسي للسكان بنسبة 47.3% ذكور و52.7% إناث.